# The Huckleberry Hound Show
Dom Pixote (em inglês:  Huckleberry Hound) é uma série de desenho animado criado pela Hanna-Barbera em 1958. Além do desenho do Dom Pixote, o programa trazia mais duas séries como segmentos: Zé Colmeia e Catatau (Yogi Bear and Boo Boo); e Plic, Ploc & Chuvisco, (Pixie and Dixie / Mr. Jinks). Em 1961, o Zé Colméia passou a ter seu próprio show (The Yogi Bear Show), sendo substituído o segmento respectivo pela dupla Joca e Dingue-Lingue (Hokey Wolf and Ding-a-Ling).
No Brasil, foi dublado por Older Cazarré, Dom Pixote era um cachorro azul (cor adicionada acidentalmente ao personagem e que se tornou uma de suas características marcantes) que tinha um sotaque caipira, com uma personalidade calma, doce e muito bem intencionada. Frequentemente cantarolava a música "Oh, querida Clementina" (do inglês "Oh My Darling, Clementine") e "Tenho que admitir que"... (do inglês "I have to admit"...).
Além da série The Huckleberry Hound Show, Dom Pixote apareceu também em outras séries, como a A Turma do Zé Colmeia, Ho-Ho Límpicos, entre outras. E no telefilme The Good, the Bad, and Huckleberry Hound.

## Dubladores

### Nos Estados Unidos
- Dom Pixote: Daws Butler

### No Brasil
- Dom Pixote: Older Cazarré e Leonel Abrantes
- dublado: AIC e Sincrovídeo

### Em Portugal
Não teve dobragem portuguesa (europeia)

## Televisão

### Nos Estados Unidos
Nos Estados Unidos, estreou originalmente na Televisão pela Broadast Syndication. Foi transmitido entre 24 de outubro de 1958 e 24 de abril de 1962. 

### No Brasil
No Brasil, estreou na Rede Tupi na década de 1970. Depois, passou na Rede Bandeirantes na década de 1980. Em 1994, estreou no SBT. Em 2008, passou no Tooncast. 

### Em Portugal
Em Portugal, "Dom Pixote" foi transmitido na RTP (Canal 1) no início da década de 1990, na sua versão original e legendada. Na década de 2000, passou no Boomerang pan-europeu, durante a madrugada.  

## Dom Pixoteem outras línguas
- Inglês: Huckleberry Hound
- Espanhol: o mesmo que inglês
- Alemão: Hucky
- Italiano: Braccobaldo
- Francês: Roquet Belles Oreilles
- Finlandês: Hakki-koira
- Húngaro: Foxi Maxi
- Japonês: 珍犬ハックル (Chin'inu Huckle)
- Tcheco: Pes Filipes
- Polonês: Pies Huckleberry
- Turco: Akıllı Bıdık